# Ferdinando Fossi
Ferdinando Fossi (Firenze, 19 agosto 1720 – Prato, 12 dicembre 1800) è stato un presbitero, archivista e bibliotecario italiano.

## Biografia
Nacque a Firenze nel popolo di S. Apostolo (oggi Ss. Apostoli e Biagio) il 19 agosto 1720 da Paolo e Claudia Vittoria Zaballi.
Compì gli studi umanistici presso i padri gesuiti del convento di S. Giovannino, dove ebbe come maestro Girolamo Lagomarsini, a cui prestò aiuto, insieme con altri allievi, nella preparazione dell'edizione delle opere di Cicerone. Studiò anche greco con A. M. Ricci, teologia nel seminario fiorentino con Giovanni Carlo Barsotti, e filosofia nella badia cassinese.
Dopo aver conseguito la laurea in teologia presso lo Studio fiorentino, nel dicembre 1747 venne incaricato dall'arcivescovo di Firenze Francesco Gaetano Incontri, di sostituire Bartolomeo Bianucci alla cattedra di filosofia del seminario di Firenze dove ebbe come allievo Giovanni Maria Lampredi. Nei dodici anni d'insegnamento il Fossi maturò un crescente interesse per l'erudizione storica e bibliografica, le sue prime opere furono infatti a carattere biografico, quali l'Elogio istorico di Antonio Cocchi letto nel 1759 nella residenza della Società botanica, premesso ai Discorsi del Cocchi (Firenze 1761), o erudito, come le Lettere di Niccolò Machiavelli che si pubblicano per la prima volta (Firenze 1767), relative alle legazioni compiute dal Machiavelli tra il 1502 e il 1506. Nel 1760 il granduca Francesco Stefano di Lorena lo nominò proposto dell'oratorio di Orsanmichele e sottobibliotecario della Magliabechiana, incaricato della compilazione degli indici della Biblioteca Palatina. In questo periodo Fossi compì diversi viaggi in Italia, Francia, Spagna e Inghilterra, stringendo relazioni con molti letterati europei. Dal granduca Pietro Leopoldo il Fossi ricevette numerosi incarichi speciali fra i quali quello, commissionato il 31 ottobre 1769, in collaborazione con Carlo Bonsi e Jacopo Riguccio Galluzzi, del riordino delle carte della Segreteria vecchia, oggi all’Archivio di Stato di Firenze. Al termine del lavoro di inventariazione, nel 1777, il fondo venne corredato da un Indice generale della Segreteria vecchia in 19 volumi e da 3 volumi di spogli di pergamene. Nel 1778, con motu proprio del 7 marzo, il Fossi venne promosso vicebibliotecario della Magliabechiana e il 4 gennaio 1779 lo stesso granduca gli affidò il delicato ufficio di direttore dell'Archivio diplomatico. In questa veste il Fossi procedette allo spoglio, classificazione e collocazione delle pergamene che confluivano nell’Archivio provenienti dagli enti ecclesiastici soppressi, e alla compilazione di un indice generale e di un indice dei notai dall'VIII secolo. Parallelamente agli impegni archivistici e bibliotecari, come sacerdote portò avanti idee di riforma religiosa di aspirazione giansenista che lo portarono ad iniziare una collaborazione con il periodico Annali ecclesiastici e ad avvicinarsi al vescovo Scipione de' Ricci e al gruppo dei suoi fautori fiorentini, tanto da ospitare nel così detto “crocchio di casa Fossi” le riunioni di un’accademia in cui si discutevano problemi politico-religiosi e che accolse personaggi del calibro di Reginaldo Tanzini, Bartolomeo Follini, Antonio Longinelli e Vincenzo Bucelli. Fra le opere di questi anni ricordiamo l’edizione in 6 volumi (incompleta) delle Opere del Machiavelli, curata nel 1782-1783 in collaborazione con Follini e Tanzini. A coronamento della sua carriera nella Magliabechiana, il 10 gennaio 1783 il Fossi venne nominato primo bibliotecario, succedendo a Giovanni Targioni Tozzetti, e segretario perpetuo dell’Accademia fiorentina.
In questa veste partecipò alla commissione incaricata di scegliere gli studiosi chiamati a compilare il nuovo vocabolario della Crusca. Grazie alla fiducia del granduca e di alcuni dei suoi ministri, il Fossi ottenne inoltre l'incarico di revisore della stampa per le opere di belle lettere o di carattere politico-religioso, incarico in cui dimostrò un atteggiamento spiccatamente anticuriale, accompagnato da una discreta apertura alle novità culturali.
Negli anni 1790-1795 pubblicò una serie di Lettere bibliografiche su diversi incunaboli conservati nelle biblioteche fiorentine, i Monumenta ad Alamanni Rinucci vitam, e il Catalogus codicum saeculo XV impressorum qui in publica Bibliotheca Magliabechiana Florentiae adservantur, opera per la quale venne coadiuvato dal Follini e che illustrava i codici non per ordine cronologico ma alfabetico per autori, provvedendo a correggere false attribuzioni e a fornire indicazioni per chiarire dubbi ed eliminare errori.
L'11 luglio 1799, dopo una perquisizione, venne arrestato per ordine del governo e accusato di far parte del club giansenistico e democratico che si teneva in casa del vescovo Ricci. Il Fossi rimase in carcere per alcuni giorni e dovette giustificare la sua innocenza rispetto alle imputazioni: di questa dolorosa vicenda tenne un diario compilato fino quasi alla morte, avvenuta a Firenze il 12 dicembre 1800.
Tra i Manoscritti della Biblioteca Roncioniana di Prato è conservato il fondo Ferdinando Fossi, che comprende due inserti.